# Frito Pie

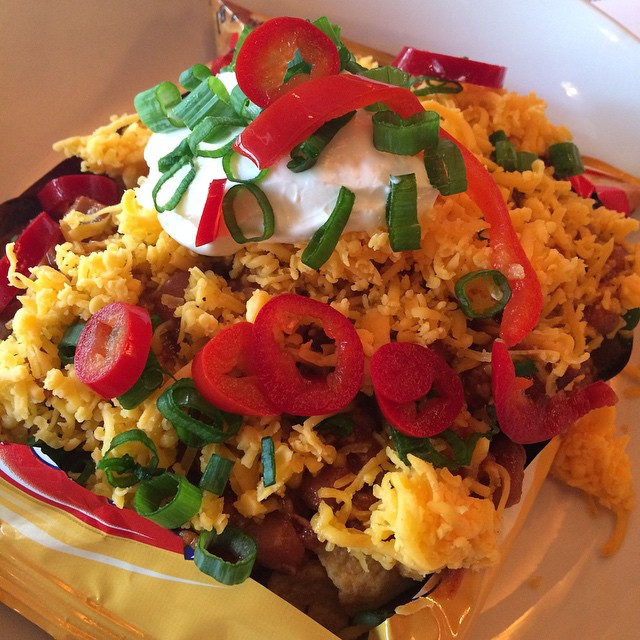
Frito Pie in einer Tüte

Frito Pie ist ein Chili con Carne, das mit Käse, Zwiebeln und Jalapeños über Maischips geschichtet wird.  Es ein typisches Streetfood-Gericht aus dem Südwesten der Vereinigten Staaten, dessen Herkunft ungeklärt ist. Sowohl Texas als auch New Mexico behaupten, den Frito Pie erfunden zu haben; allein gesichert erscheint, dass er 1932 vom Maischipshersteller The Frito Company erfunden wurde.
Traditionell wird Frito Pie in einer Papiertüte serviert, heute wird er auch auf einem Teller angerichtet und ist im Wesentlichen eine amerikanisierte Version der mexikanischen Tostada.